# کوبی آلتمن
کوبی آلتمن (انگلیسی: Koby Altman؛ زادهٔ ۱۶ سپتامبر ۱۹۸۲) بازیکن بسکتبال اهل ایالات متحده آمریکا است.